# Ausztria az 1998. évi téli olimpiai játékokon
Ausztria a japán Naganóban megrendezett 1998. évi téli olimpiai játékok egyik részt vevő nemzete volt. Az országot az olimpián 12 sportágban 96 sportoló képviselte, akik összesen 17 érmet szereztek.

## Érmesek
| Érem  | Versenyző                                                                    | Sportág   | Versenyszám                  |
| ----- | ---------------------------------------------------------------------------- | --------- | ---------------------------- |
| Arany | Hermann Maier                                                                | Alpesisí  | Férfi óriás-műlesiklás       |
| Arany | Hermann Maier                                                                | Alpesisí  | Férfi szuperóriás-műlesiklás |
| Arany | Mario Reiter                                                                 | Alpesisí  | Férfi összetett              |
| Ezüst | Stephan Eberharter                                                           | Alpesisí  | Férfi óriás-műlesiklás       |
| Ezüst | Hans Knauß                                                                   | Alpesisí  | Férfi szuperóriás-műlesiklás |
| Ezüst | Alexandra Meissnitzer                                                        | Alpesisí  | Női óriás-műlesiklás         |
| Ezüst | Michaela Dorfmeister                                                         | Alpesisí  | Női szuperóriás-műlesiklás   |
| Ezüst | Markus Gandler                                                               | Sífutás   | Férfi 10 km                  |
| Bronz | Hannes Trinkl                                                                | Alpesisí  | Férfi lesiklás               |
| Bronz | Thomas Sykora                                                                | Alpesisí  | Férfi műlesiklás             |
| Bronz | Christian Mayer                                                              | Alpesisí  | Férfi összetett              |
| Bronz | Alexandra Meissnitzer                                                        | Alpesisí  | Női szuperóriás-műlesiklás   |
| Bronz | Christian Hoffmann                                                           | Sífutás   | Férfi 50 km                  |
| Bronz | Andreas Widhölzl                                                             | Síugrás   | Egyéni, normálsánc           |
| Bronz | Reinhard Schwarzenberger Martin Höllwarth Stefan Horngacher Andreas Widhölzl | Síugrás   | Csapat                       |
| Bronz | Brigitte Köck                                                                | Snowboard | Női giant slalom             |
| Bronz | Angelika Neuner                                                              | Szánkó    | Női egyes                    |

## Alpesisí
Férfi
| Versenyző            | Versenyszám            | 1. futam      | 1. futam      | 2. futam | 2. futam | Összesítés    | Összesítés    |
| Versenyző            | Versenyszám            | Idő           | Hely.         | Idő      | Hely.    | Idő           | Helyezés      |
| -------------------- | ---------------------- | ------------- | ------------- | -------- | -------- | ------------- | ------------- |
| Stephan Eberharter   | Óriás-műlesiklás       | 1:20,94       | 3.            | 1:18,42  | 3.       | 2:39,36       |               |
| Stephan Eberharter   | Szuperóriás-műlesiklás |               |               |          |          | kizárták      | kizárták      |
| Hans Knauß           | Óriás-műlesiklás       | 1:21,16       | 6.            | 1:18,55  | 4.       | 2:39,71       | 4.            |
| Hans Knauß           | Szuperóriás-műlesiklás |               |               |          |          | 1:34,82       |               |
| Hermann Maier        | Lesiklás               |               |               |          |          | nem ért célba | nem ért célba |
| Hermann Maier        | Óriás-műlesiklás       | 1:20,36       | 1.            | 1:18,15  | 1.       | 2:38,51       |               |
| Hermann Maier        | Szuperóriás-műlesiklás |               |               |          |          | 1:35,43       | *             |
| Christian Mayer      | Műlesiklás             | 56,37         | 8.*           | 54,72    | 2.       | 1:51,09       | 5.            |
| Christian Mayer      | Óriás-műlesiklás       | 1:20,84       | 2.            | 1:19,83  | 14.      | 2:40,67       | 9.            |
| Mario Reiter         | Műlesiklás             | nem ért célba | nem ért célba | kiesett  | kiesett  | kiesett       | kiesett       |
| Andreas Schifferer   | Lesiklás               |               |               |          |          | 1:50,77       | 7.            |
| Andreas Schifferer   | Szuperóriás-műlesiklás |               |               |          |          | 1:37,00       | 19.*          |
| Thomas Stangassinger | Műlesiklás             | 55,63         | 4.            | 55,62    | 12.**    | 1:51,25       | 6.            |
| Thomas Sykora        | Műlesiklás             | 55,06         | 1.            | 55,62    | 12.**    | 1:50,68       |               |
| Fritz Strobl         | Lesiklás               |               |               |          |          | 1:51,34       | 11.           |
| Hannes Trinkl        | Lesiklás               |               |               |          |          | 1:50,63       |               |

| Versenyző       | Versenyszám | Műlesiklás | Műlesiklás | Műlesiklás | Műlesiklás | Műlesiklás | Műlesiklás | Lesiklás | Lesiklás | Összesítés | Összesítés |
| Versenyző       | Versenyszám | 1. futam   | 1. futam   | 2. futam   | 2. futam   | Össz.      | Össz.      | Lesiklás | Lesiklás | Összesítés | Összesítés |
| Versenyző       | Versenyszám | Idő        | Hely.      | Idő        | Hely.      | Idő        | Hely.      | Idő      | Hely.    | Idő        | Helyezés   |
| --------------- | ----------- | ---------- | ---------- | ---------- | ---------- | ---------- | ---------- | -------- | -------- | ---------- | ---------- |
| Günther Mader   | Összetett   | 49,19      | 5.         | 46,17      | 9.         | 1:35,36    | 6.         | 1:34,83  | 1.       | 3:10,19    | 4.         |
| Hermann Maier   | Összetett   | 50,37      | 11.        | 45,53      | 6.         | 1:35,90    | 8.         | kiesett  | kiesett  | kiesett    | kiesett    |
| Christian Mayer | Összetett   | 49,30      | 6.         | 45,75      | 8.         | 1:35,05    | 4.         | 1:35,06  | 3.       | 3:10,11    |            |
| Mario Reiter    | Összetett   | 47,37      | 1.         | 44,48      | 1.         | 1:31,85    | 1.         | 1:36,21  | 6.       | 3:08,06    |            |

Női
| Versenyző                | Versenyszám            | 1. futam | 1. futam | 2. futam | 2. futam | Összesítés    | Összesítés    |
| Versenyző                | Versenyszám            | Idő      | Hely.    | Idő      | Hely.    | Idő           | Helyezés      |
| ------------------------ | ---------------------- | -------- | -------- | -------- | -------- | ------------- | ------------- |
| Michaela Dorfmeister     | Lesiklás               |          |          |          |          | 1:31,17       | 18.           |
| Michaela Dorfmeister     | Szuperóriás-műlesiklás |          |          |          |          | 1:18,03       |               |
| Sabine Egger             | Műlesiklás             | 45,97    | 4.       | 47,25    | 7.       | 1:33,22       | 5.            |
| Renate Götschl           | Lesiklás               |          |          |          |          | nem ért célba | nem ért célba |
| Renate Götschl           | Szuperóriás-műlesiklás |          |          |          |          | 1:18,32       | 5.            |
| Alexandra Meissnitzer    | Lesiklás               |          |          |          |          | 1:29,84       | 8.            |
| Alexandra Meissnitzer    | Óriás-műlesiklás       | 1:20,13  | 4.       | 1:32,26  | 2.       | 2:52,39       |               |
| Alexandra Meissnitzer    | Szuperóriás-műlesiklás |          |          |          |          | 1:18,09       |               |
| Christiane Mitterwallner | Óriás-műlesiklás       | 1:23,10  | 24.      | 1:35,36  | 17.      | 2:58,46       | 20.*          |
| Ingrid Salvenmoser       | Műlesiklás             | 46,84    | 10.      | 46,55    | 2.       | 1:33,39       | 6.            |
| Stefanie Schuster        | Lesiklás               |          |          |          |          | 1:30,73       | 15.           |
| Stefanie Schuster        | Óriás-műlesiklás       | 1:21,40  | 12.      | 1:35,01  | 16.      | 2:56,41       | 15.           |
| Stefanie Schuster        | Szuperóriás-műlesiklás |          |          |          |          | 1:18,53       | 9.            |

| Versenyző            | Versenyszám | Lesiklás | Lesiklás | Műlesiklás    | Műlesiklás    | Műlesiklás | Műlesiklás | Műlesiklás | Műlesiklás | Összesítés | Összesítés |
| Versenyző            | Versenyszám | Lesiklás | Lesiklás | 1. futam      | 1. futam      | 2. futam   | 2. futam   | Össz.      | Össz.      | Összesítés | Összesítés |
| Versenyző            | Versenyszám | Idő      | Hely.    | Idő           | Hely.         | Idő        | Hely.      | Idő        | Hely.      | Idő        | Helyezés   |
| -------------------- | ----------- | -------- | -------- | ------------- | ------------- | ---------- | ---------- | ---------- | ---------- | ---------- | ---------- |
| Michaela Dorfmeister | Összetett   | 1:30,10  | 8.*      | nem ért célba | nem ért célba | kiesett    | kiesett    | kiesett    | kiesett    | kiesett    | kiesett    |
| Renate Götschl       | Összetett   | 1:29,34  | 3.       | nem ért célba | nem ért célba | kiesett    | kiesett    | kiesett    | kiesett    | kiesett    | kiesett    |
| Brigitte Obermoser   | Összetett   | 1:29,82  | 5.       | 38,81         | 14.           | 36,85      | 12.        | 1:15,66    | 13.        | 2:45,48    | 11.        |
| Stefanie Schuster    | Összetett   | 1:30,10  | 8.*      | 36,25         | 1.            | 35,90      | 8.         | 1:12,15    | 4.         | 2:42,25    | 4.         |

* - egy másik versenyzővel azonos eredményt ért el

** - két másik versenyzővel azonos eredményt ért el

## Biatlon
Férfi
| Versenyző                                                        | Versenyszám      | Lövőhiba    | Időeredmény | Helyezés |
| ---------------------------------------------------------------- | ---------------- | ----------- | ----------- | -------- |
| Günther Dengg                                                    | 20 km egyéni     | 5 (0+2+2+1) | 1:05:33,9   | 62.      |
| Ludwig Gredler                                                   | 10 km sprint     | 2 (0+2)     | 28:44,3     | 11.      |
| Ludwig Gredler                                                   | 20 km egyéni     | 3 (1+0+0+2) | 58:56,5     | 12.      |
| Reinhard Neuner                                                  | 10 km sprint     | 4 (1+3)     | 31:45,3     | 62.      |
| Wolfgang Perner                                                  | 10 km sprint     | 4 (2+2)     | 30:13,5     | 38.      |
| Wolfgang Perner                                                  | 20 km egyéni     | 4 (0+1+1+2) | 1:00:14,1   | 24.      |
| Wolfgang Rottmann                                                | 10 km sprint     | 2 (0+2)     | 30:16,0     | 39.      |
| Wolfgang Rottmann                                                | 20 km egyéni     | 2 (0+1+0+1) | 1:00:23,5   | 26.      |
| Wolfgang Perner Ludwig Gredler Reinhard Neuner Wolfgang Rottmann | 4 × 7,5 km váltó | 2+15        | 1:25:33,8   | 11.      |

## Bob
| Versenyző                                                         | Versenyszám | 1. futam | 1. futam | 2. futam | 2. futam | 3. futam | 3. futam | Összesítés | Összesítés |
| Versenyző                                                         | Versenyszám | Idő      | Hely.    | Idő      | Hely.    | Idő      | Hely.    | Idő        | Helyezés   |
| ----------------------------------------------------------------- | ----------- | -------- | -------- | -------- | -------- | -------- | -------- | ---------- | ---------- |
| Hubert Schösser Peter Leismuller Erwin Arnold Martin Schützenauer | Négyes      | 53,10    | 6.       | 53,50    | 7.**     | 53,79    | 7.       | 2:40,39    | 9.*        |
| Kurt Einberger Thomas Bachler Georg Kuttner Michael Müller        | Négyes      | 53,92    | 17.      | 53,83    | 17.      | 54,39    | 18.      | 2:42,14    | 18.        |

* - egy másik csapattal azonos eredményt ért el
** - két másik csapattal azonos eredményt ért el

## Északi összetett
| Versenyző                                                     | Versenyszám | Síugrás | Síugrás | Síugrás    | Sífutás | Sífutás | Összesítés | Összesítés |
| Versenyző                                                     | Versenyszám | Pont    | Hely.   | Időhátrány | Idő     | Hely.   | Idő        | Helyezés   |
| ------------------------------------------------------------- | ----------- | ------- | ------- | ---------- | ------- | ------- | ---------- | ---------- |
| Christoph Bieler                                              | Egyéni      | 231,0   | 5.      | +1:00      | 43:55,5 | 38.     | 44:55,5    | 19.        |
| Christoph Eugen                                               | Egyéni      | 199,5   | 29.     | +4:09      | 41:28,7 | 18.     | 45:37,7    | 24.        |
| Felix Gottwald                                                | Egyéni      | 190,0   | 40.     | +5:06      | 40:10,2 | 2.      | 45:16,2    | 21.        |
| Mario Stecher                                                 | Egyéni      | 228,5   | 7.      | +1:15      | 41:54,9 | 22.     | 43:09,9    | 8.         |
| Christoph Eugen Christoph Bieler Mario Stecher Felix Gottwald | Csapat      | 903,5   | 2.      | +0:04      | 56:00,6 | 8.      | 56:04,6    | 4.         |

## Gyorskorcsolya
Férfi
| Versenyző            | Versenyszám | 1. futam | 1. futam | 2. futam | 2. futam | Eredmény | Helyezés |
| Versenyző            | Versenyszám | Idő      | Hely.    | Idő      | Hely.    | Eredmény | Helyezés |
| -------------------- | ----------- | -------- | -------- | -------- | -------- | -------- | -------- |
| Roland Brunner       | 500 m       | 36,90    | 30.      | 36,86    | 28.**    | 73,76    | 29.      |
| Roland Brunner       | 1000 m      |          |          |          |          | 1:13,16  | 31.      |
| Marnix ten Kortenaar | 1500 m      |          |          |          |          | 1:51,94  | 18.      |
| Marnix ten Kortenaar | 5000 m      |          |          |          |          | 6:38,35  | 10.      |
| Marnix ten Kortenaar | 10 000 m    |          |          |          |          | 13:52,30 | 12.      |

Női
| Versenyző           | Versenyszám | 1. futam | 1. futam | 2. futam | 2. futam | Eredmény | Helyezés |
| Versenyző           | Versenyszám | Idő      | Hely.    | Idő      | Hely.    | Eredmény | Helyezés |
| ------------------- | ----------- | -------- | -------- | -------- | -------- | -------- | -------- |
| Hunyady Emese       | 500 m       | kizárták | kizárták | kiesett  | kiesett  | kiesett  | kiesett  |
| Hunyady Emese       | 1500 m      |          |          |          |          | 1:59,19  | 4.       |
| Hunyady Emese       | 3000 m      |          |          |          |          | 4:12,01  | 5.       |
| Hunyady Emese       | 5000 m      |          |          |          |          | 7:15,23  | 8.       |
| Dörfler-Antal Emese | 1500 m      |          |          |          |          | 2:07,57  | 30.      |
| Dörfler-Antal Emese | 3000 m      |          |          |          |          | 4:33,67  | 27.      |

** - két másik versenyzővel azonos eredményt ért el

## Jégkorong

### Férfi
| 1  | Claus Dalpiaz         | K |
| 23 | Michael Puschacher    | K |
| 25 | Reinhard Divis        | K |
| 2  | Michael Lampert       | V |
| 5  | Gerhard Unterluggauer | V |
| 6  | Dominic Lavoie        | V |
| 9  | Thomas Searle         | V |
| 14 | Engelbert Linder      | V |
| 30 | Herbert Hohenberger   | V |
| 47 | Martin Ulrich         | V |
| 7  | Andreas Puschnig      | T |
| 10 | Christoph Brandner    | T |
| 11 | Gerald Ressmann       | T |
| 12 | Gerhard Puschnik      | T |
| 16 | Rick Nasheim          | T |
| 19 | Normand Krumpschmid   | T |
| 20 | Patrick Pilloni       | T |
| 21 | Mario Schaden         | T |
| 22 | Martin Hohenberger    | T |
| 26 | Simon Wheeldon        | T |
| 27 | Wolfgang Kromp        | T |
| 29 | Christian Perthaler   | T |
| 74 | Dieter Kalt jr.       | T |

- Posztok rövidítései: K – Kapus, V – Védő, T – Támadó

#### Eredmények
Selejtező
A csoport
| Csapat      | M | Gy | D | V | G+ | G– | Gk | P |
| ----------- | - | -- | - | - | -- | -- | -- | - |
| Kazahsztán  | 3 | 2  | 1 | 0 | 14 | 11 | +3 | 5 |
| Szlovákia   | 3 | 1  | 1 | 1 | 9  | 9  | 0  | 3 |
| Olaszország | 3 | 1  | 0 | 2 | 11 | 11 | 0  | 2 |
| Ausztria    | 3 | 0  | 2 | 1 | 9  | 12 | –3 | 2 |

| 1998. február 7. | Ausztria (AUT) | 2 – 2 (1–0, 1–2, 0–0) | Szlovákia | The Big Hat/ Aqua Wing Arena, Nagano Nézőszám: 4315 |

|  |  |  |  |  |
|  |  |  |  |  |
|  |  |  |  |  |
|  |  |  |  |  |

| 1998. február 8. | Ausztria (AUT) | 5 – 5 (2–2, 2–1, 1–2) | Kazahsztán | The Big Hat/ Aqua Wing Arena, Nagano Nézőszám: 9410 |

|  |  |  |  |  |
|  |  |  |  |  |
|  |  |  |  |  |
|  |  |  |  |  |

| 1998. február 10. | Olaszország (ITA) | 5 – 2 (2–0, 2–0, 1–2) | Ausztria | The Big Hat/ Aqua Wing Arena, Nagano Nézőszám: 8473 |

|  |  |  |  |  |
|  |  |  |  |  |
|  |  |  |  |  |
|  |  |  |  |  |

A 13. helyért
| 1998. február 12. | Japán (JPN) | 4 – 3 (sz.) (1–2, 1–0, 1–1, 0–0, 1–0) | Ausztria | The Big Hat/ Aqua Wing Arena, Nagano Nézőszám: 9495 |

|  |  |  |  |  |
|  |  |  |  |  |
|  |  |  |  |  |
|  |  |  |  |  |

| Csapat   | Helyezés |
| -------- | -------- |
| Ausztria | 14.      |

## Műkorcsolya
| Versenyző     | Versenyszám | Rövid program     | Rövid program | Rövid program | Kűr               | Kűr   | Kűr         | Összesítés         | Összesítés |
| Versenyző     | Versenyszám | Több. hely. száma | Hely.         | Hely. pont.   | Több. hely. száma | Hely. | Hely. pont. | Helyezési pontszám | Helyezés   |
| ------------- | ----------- | ----------------- | ------------- | ------------- | ----------------- | ----- | ----------- | ------------------ | ---------- |
| Julia Lautowa | Női egyéni  | 5×21+             | 21.           | 10,5          | 6×13+             | 13.   | 13,0        | 23,5               | 14.        |

## Síakrobatika
Ugrás
| Versenyző         | Versenyszám | Selejtező | Selejtező | Döntő   | Döntő    |
| Versenyző         | Versenyszám | Pont      | Helyezés  | Pont    | Helyezés |
| ----------------- | ----------- | --------- | --------- | ------- | -------- |
| Christian Rijavec | Férfi       | 212,51    | 10.       | 227,60  | 7.       |
| Sabina Hudribusch | Női         | 147,43    | 16.       | kiesett | kiesett  |

## Sífutás
Férfi
| Versenyző                                                       | Versenyszám         | Eredmény      | Helyezés      |
| --------------------------------------------------------------- | ------------------- | ------------- | ------------- |
| Markus Gandler                                                  | 10 km               | 27:32,5       |               |
| Markus Gandler                                                  | 15 km üldözőverseny | 40:50,2       | 7.            |
| Christian Hoffmann                                              | 50 km               | 2:06:01,8     |               |
| Alois Stadlober                                                 | 10 km               | 28:21,2       | 12.           |
| Alois Stadlober                                                 | 15 km üldözőverseny | 41:33,1       | 14.           |
| Alois Stadlober                                                 | 50 km               | 2:11:22,4     | 12.           |
| Gerhard Urain                                                   | 10 km               | 28:25,2       | 14.           |
| Gerhard Urain                                                   | 15 km üldözőverseny | 41:40,8       | 16.           |
| Gerhard Urain                                                   | 30 km               | 1:43:22,9     | 43.           |
| Gerhard Urain                                                   | 50 km               | nem ért célba | nem ért célba |
| Achim Walcher                                                   | 10 km               | 28:58,6       | 23.           |
| Achim Walcher                                                   | 15 km üldözőverseny | 41:02,9       | 11.           |
| Achim Walcher                                                   | 50 km               | 2:18:31,7     | 38.           |
| Markus Gandler Alois Stadlober Achim Walcher Christian Hoffmann | 4 × 10 km váltó     | 1:43:16,5     | 9.            |

Női
| Versenyző     | Versenyszám         | Eredmény  | Helyezés |
| ------------- | ------------------- | --------- | -------- |
| Renate Roider | 5 km                | 19:18,3   | 42.      |
| Renate Roider | 15 km               | 51:07,0   | 26.      |
| Maria Theurl  | 5 km                | 18:36,8   | 15.      |
| Maria Theurl  | 10 km üldözőverseny | 29:58,8   | 13.      |
| Maria Theurl  | 30 km               | 1:24:54,3 | 6.       |

## Síugrás
| Versenyző                                                                    | Versenyszám | 1. ugrás | 1. ugrás | 2. ugrás | 2. ugrás | Összesítés | Összesítés |
| Versenyző                                                                    | Versenyszám | Pont     | Hely.    | Pont     | Hely.    | Pont       | Helyezés   |
| ---------------------------------------------------------------------------- | ----------- | -------- | -------- | -------- | -------- | ---------- | ---------- |
| Andi Goldberger                                                              | Normálsánc  | 97,5     | 22.      | 99,0     | 21.      | 196,5      | 22.        |
| Martin Höllwarth                                                             | Nagysánc    | 86,6     | 43.      | kiesett  | kiesett  | kiesett    | kiesett    |
| Stefan Horngacher                                                            | Normálsánc  | 107,0    | 11.      | 105,5    | 9.       | 212,5      | 10.        |
| Stefan Horngacher                                                            | Nagysánc    | 41,2     | 60.      | kiesett  | kiesett  | kiesett    | kiesett    |
| Reinhard Schwarzenberger                                                     | Normálsánc  | 109,0    | 9.*      | 102,0    | 16.      | 211,0      | 11.*       |
| Reinhard Schwarzenberger                                                     | Nagysánc    | 108,4    | 16.      | 135,8    | 4.       | 244,2      | 7.         |
| Andreas Widhölzl                                                             | Normálsánc  | 114,5    | 3.       | 118,0    | 3.       | 232,5      |            |
| Andreas Widhölzl                                                             | Nagysánc    | 138,8    | 1.       | 119,4    | 14.      | 258,2      | 4.         |
| Reinhard Schwarzenberger Martin Höllwarth Stefan Horngacher Andreas Widhölzl | Csapat      | 410,7    | 1.       | 470,8    | 4.       | 881,5      |            |

* - egy másik versenyzővel azonos eredményt ért el

## Snowboard
Halfpipe
| Versenyző         | Versenyszám | 1. selejtező | 1. selejtező | 2. selejtező | 2. selejtező | Döntő      | Döntő      | Döntő   | Helyezés |
| Versenyző         | Versenyszám | Pont         | Hely.        | Pont         | Hely.        | 1. forduló | 2. forduló | Össz.   | Helyezés |
| ----------------- | ----------- | ------------ | ------------ | ------------ | ------------ | ---------- | ---------- | ------- | -------- |
| Max Ploetzeneder  | Férfi       | 35,1         | 19.          | 35,9         | 16.          | kiesett    | kiesett    | kiesett | 24.      |
| Ulrike Hölzl      | Női         | 24,8         | 21.          | 29,1         | 13.          | kiesett    | kiesett    | kiesett | 17.      |
| Nicola Pederzolli | Női         | 31,5         | 12.          | 34,4         | 5.           | kiesett    | kiesett    | kiesett | 9.       |

Giant slalom
| Versenyző           | Versenyszám | 1. futam | 1. futam | 2. futam | 2. futam | Összesítés | Összesítés |
| Versenyző           | Versenyszám | Idő      | Hely.    | Idő      | Hely.    | Idő        | Helyezés   |
| ------------------- | ----------- | -------- | -------- | -------- | -------- | ---------- | ---------- |
| Martin Freinademetz | Férfi       | 59,58    | 4.       | 1:05,76  | 9.       | 2:05,34    | 7.         |
| Sigi Grabner        | Férfi       | 1:00,61  | 11.      | kizárták | kizárták | kiesett    | kiesett    |
| Dieter Happ         | Férfi       | 1:02,65  | 16.      | 1:04,40  | 4.       | 2:07,05    | 9.         |
| Dieter Krassnig     | Férfi       | 1:00,11  | 9.       | 1:04,22  | 3.       | 2:04,33    | 4.         |
| Ursula Fingerlos    | Női         | 1:12,37  | 6.       | 1:07,99  | 5.       | 2:20,36    | 5.         |
| Heidi Jaufenthaler  | Női         | 1:18,43  | 17.      | 1:09,51  | 14.      | 2:27,94    | 14.        |
| Brigitte Köck       | Női         | 1:13,01  | 7.       | 1:06,41  | 2.       | 2:19,42    |            |
| Isabel Zedlacher    | Női         | 1:11,89  | 4.       | 1:11,03  | 15.      | 2:22,92    | 8.         |

## Szánkó
| Versenyző                     | Versenyszám | 1. futam | 1. futam | 2. futam | 2. futam | 3. futam | 3. futam | 4. futam | 4. futam | Összesítés | Összesítés |
| Versenyző                     | Versenyszám | Idő      | Hely.    | Idő      | Hely.    | Idő      | Hely.    | Idő      | Hely.    | Idő        | Helyezés   |
| ----------------------------- | ----------- | -------- | -------- | -------- | -------- | -------- | -------- | -------- | -------- | ---------- | ---------- |
| Gerhard Gleirscher            | Férfi egyes | 50,161   | 9.       | 49,816   | 6.       | 49,911   | 7.       | 49,897   | 7.       | 3:19,785   | 7.         |
| Markus Kleinheinz             | Férfi egyes | 50,016   | 5.       | 49,779   | 5.       | 49,918   | 8.       | 50,011   | 9.       | 3:19,724   | 5.         |
| Markus Prock                  | Férfi egyes | 49,861   | 3.       | 49,732   | 4.       | 49,863   | 4.       | 50,200   | 11.      | 3:19,656   | 4.         |
| Sonja Manzenreiter            | Női egyes   | 51,892   | 10.      | 51,828   | 11.      | 51,369   | 9.       | 51,183   | 10.      | 3:26,272   | 10.        |
| Angelika Neuner               | Női egyes   | 51,417   | 3.       | 51,286   | 3.       | 50,945   | 4.       | 50,605   | 1.       | 3:24,253   |            |
| Andrea Tagwerker              | Női egyes   | 51,518   | 5.       | 51,335   | 4.       | 50,990   | 5.       | 50,648   | 4.       | 3:24,491   | 5.         |
| Tobias Schiegl Markus Schiegl | Kettes      | 50,846   | 4.       | 50,575   | 4.       |          |          |          |          | 1:41,421   | 4.         |